# Машина превращений
Машина превращений, по-польски Maszyna zmian и по-немецки Die Verwandlungsmaschine — польский сериал для детей 1995 года. Режиссер Анджей Малешка создал этот сериал в польском деревне Антонин в административном районе Гмина Пшигодзице. Этот детский сериал о волшебном сеточном шаре, который трансформирует предметы.

## Сюжет
Группа детей прибывает в санаторий для аллергиков. Они с любопытством исследуют, какие тайники и секреты укрыты в старом здании. В пианино дети находят лестницу, ведущую в комнату с загадочным шаром. Сфера преображает людей и предметы, помещенные в него. Но дети не могут предсказать, какая трансформация произойдет. Каждое превращение заканчивается вечером в девять часов вечера.

## Эпизоды
- Królik doświadczalny — Das Geheimnis der Kugel

Аллергические дети и их надсмотрщики переезжают в охотничий домик в деревне Антонин. Дети с любопытством исследуют главный зал. Когда они играют на рояле, фортепианное крыло внезапно открывается. У рояля есть лестница в подвал. Дети тайком спускаются вниз. В подвале они обнаруживают загадочную сферу. Это машина превращений. Вечером дети смотрят фильм об использовании магической сферы. Она преображает предметы, но результат непредсказуем. Обратное превращение всегда происходит в девять часов вечера. На следующий день у Ани день рождения. Дети отдают ей сферу в подарок, но Аня подозрительна. Филип первым тестирует машину. Иок включает сферу и Филип превращается в кролика. Затем дети играют с кроликом.
- Baletnica — Die tanzenden Schuhe

Детей приводят в частную школу. В гардеробе они одеваются и они разделены на разные классы. Агата получает уроки балета. Ей трудно танцевать и она выставляет себя дураком. Она убегает с занятий и идет в библиотеку. Там Марианка объясняет ей красоту танцев. Затем Агата покидает школу и возвращается в санаторий. Иок ждет ее и идет с ней в подвал. Балетные туфли помещаются в машину превращений. Трансформация производит танцевальные туфли. Агата надевает эти туфли и слушает музыку. Внезапно туфли начинают танцевать сами по себе. Четверо оставшихся детей прибывают. Они пытаются освободить Агату от танцевальных туфель. Затем по городу проходит духовой оркестр. Танцевальные туфли ведут Агату к оркестру. Она должна постоянно танцевать. В конце собака срывает туфли.
- Sobowtór — Der doppelte Jok

Открыт парк приключений и дети проинформированы об этом. Иок работает над моделью корабля. Пока большинство детей ездят в парк приключений, Иок остается в санатории. Как только он остается один, он бежит в подвал к сфере. Там он вставляет в нее зеркало. Из зеркала выходит двойник. Он повторяет все, что говорит оригинал. Когда они доберутся до верхнего этажа, Иок распыляет свое имя на доске из баллончика. Затем оригинал показывает двойной шахматный набор. Внезапно двойник распыляет имя на все объекты. Когда другие дети возвращаются, они в ужасе. Двойник запирает дверь, а оригинал оказывается в ловушке. Юлия узнает настоящего Иока и освобождает его. Остальные дети захватывают двойника. Оригинал чувствует боль двойника и разряжает эскалацию. Внезапно двойник бежит в город. Дома и парк приключений украшены именем Иок. Карусель в парке больше не может останавливаться. Карусель больше не останавливается, потому что распылитель вызывает короткое замыкание в электрической коробке. Иок достает бутылку и ловит двойника в зеркальном зале. Несмотря на выключение машины, двойник исчезает вечером.
- Odwiedziny — Die Ballonfahrt

В день посещения дети ждут родителей в санатории. Только родители Миколая и сопровождающая их мать Тосия не могут приехать. Потому что у их машины есть дефект. Тосия узнает об этом и грустит. Чтобы заклинать своих родителей, Тосия помещает их фотографию в сферу. Миколай видит это и удаляет фотографию. Когда Тосия пытается вернуть фото, она опускает руки на переключатели. Машина включается и делает Тосию и Миколая невидимыми. Остальные присутствующие беспокоятся за двух детей и ищут их. Рядом с санаторием Тосия и Миколай открывают для себя своих родителей. Чтобы избежать подозрений, Тосия саботирует поездку. Волнующиеся родители ищут в своем окружении помощь людям и подсказки. Когда они обнаруживают заброшенный лесной замок, они поднимаются по каменной лестнице. В лесном замке они находят воздухоплавателя, лежащий в постели. Этот человек хочет покататься на воздушном шаре с родителями. Родители забираются в корзину воздушного шара. Когда воздухоплаватель кратковременно отсутствует, Тосия запускает воздушный шар. Воздушный шар взлетает и отвозит родителей в санаторий. Тосия и Миколай Они красят себя краской. Внезапно родители узнают своих детей, и все счастливы.
- Słodkie mandarynki — Die Liebesmandarinen

Актер Чезари Новак прибывает в город. Агата, Юлия и Тосия заинтересованы в этом актере и красиво одеваются. Пока Миколай ждет наверху, Маклер и Иок ставят картонную фигурку из рекламы мандаринов в сфере. Эта фигура превращается в корзину с восемью мандаринами. Пока у Иока аллергия на мандарины, остальные члены санатория любопытно едят мандарины. Затем они влюбляются в своих сверстников. Иок обеспокоен амурным поведением других людей. Юлия влюблена в человека и она хочет, чтобы он съел мандарин. Но Иок кормит гусей оставшимся мандарином. Вдруг влюбленные гуси преследуют Иока. Быстро и в панике Иок и Юлия бегут в частную школу. Там проходит школьная церемония и Сезари Новак присутствует. Гости слушают лебединое озеро композитора Петра Чайковского. Затем гуси ковыляют в зрителях и срывают представление. Крики раздаются, и все гости в панике убегают. Иок и Юлия быстро бегут в библиотеку к Марианке. Там они идут в безопасное место.
- Wielka forsa — Das Goldhuhn

Денег в санатории не хватает. Пока большинство детей на экскурсии, Тосия и Маклер остаются в санатории. Они положили ящика денег в машину превращений. Появляется курица, которая откладывает яйца с золотыми птенцами. Тосия и Маклер отнесут золотых цыпочек к ювелиру. Взамен ювелир дает им деньги. За эти деньги Тосия и Маклер покупают лотерейные билеты. С лотерейными билетами они хотят выиграть кучу денег. Но им не удалось. Камила отвлекает их и забирает курицу. Потом Маклер преследует Камилу. и они теряют курицу. Позже Тосия снова найдет курицу и находит новых золотых цыпочек. Они снова идут к ювелиру и они снова получают деньги. Второй раз они покупают лотерейные билеты. На этот раз у них получится. Они идут в лотерею и хотят передавать счастливый билет. Но курица ест счастливый билет. Вот почему Маклер и Маклер разочарованы. После этого курица откладывает яйцо со счастливым билетом. В конце , Тосия и Маклер выигрывают кучу денег.
- Ostatni raz — Die brennende Kugel

Дети должны покинуть санаторий на год. В последний день перед отъездом дети празднуют празднику. Библиотекарь Марианка Дрецка вынуждена покинуть частную школу. Тосия посещает Марианку в библиотеке и ведет ее в санаторий. Там Тосия показывает ей тайный подвал с машиной превращений. Затем Марианка остается на мгновение одна. В изумлении Марианка входит в машину превращений. Внезапно ворон прилетает и приземляется с когтями на переключатели. Это превращает взрослую Марианку в маленькую Марианку 1934 года. Маленькая Марианка поднимается в прихожую и она встречается с Тосией. Марианка считает, что она в 1934 году. Тосия информирует остальных членов санатория о превращении. Вот почему дети решают сыграть 1934 год для Марианки. Они наряжаются по старинке и едят с ней в саду за празднично накрытым столом. Марианка открывает вещи, которые не вписываются в 1934 год. Тогда Марианка осознает свою ситуацию. Дети санатория хотят предотвратить обратное превращение. Вот почему дети подожгли машину. Горящий шар катится по всей деревне. Члены санатория и частной школы преследуют машину превращений. машина приземляется в озере и тонет. Преследователи прибывают на озеро. Они видят, как Марианка остается молодой после колокольного звонка время девять часов. На следующий день все едут домой.
- Pięć pięknych welonów — Die fünf Bräute

Зимой Аня и Филип возвращаются в санаторий со всеми детьми, кроме Иока. Дети готовятся к свадьбе Ани и Филипа. Все они преподносят Филипу в подарок аквариум с вуалехвостыми рыбками. Маклер и Миколай покупают пять рыбок в зоомагазине. После этого все они наполняют аквариум санатория водой и рыбками. Вода случайно теряется, и аквариум наполняется водой из колодца. Когда все идут на свадебную службу, вуалехвосты рыбки превращаются в человеческих невест. Вскоре после этого они врываются в церковь и срывают свадебную церемонию. Аня оставляет Филипа разочарованным. После инцидента дети обнаруживают пустой аквариум. Дети думают о трансформации. Затем они все немедленно исследуют колодец. Когда они видят свет в колодце, Юля и Маклер залезают в шахту колодца. Они исследуют секретную комнату под фонтаном, в которой находятся устройства. Там Юля обнаруживает затонувший волшебный шар. Так они узнают, что вода в аквариуме тоже волшебная. Тем временем Тосия и Миколай следуют за невестами через вокзал. Агата пытается помешать Ане вернуться в Варшаву. Позже в комнате под фонтаном открывается вентиль трубы и затапливает комнату. Юлия и Риэлтор убегают в корзину колодца, и Филип спасает их. Аня возвращается, и инцидент разрешается.
- Misiaczek — Tosias Bärchen

Дети Тосия и Миколай ждут в санатории, пока риелтор и Филип забирают мебель Ани. Тосия играет со своим плюшевым мишкой Кубушем и музыкальной шкатулкой. Затем Тосия обнаруживает пушку, построенную Миколаем и Маклером, и хочет сообщить об этом инциденте. Миколай сердито вставляет плюшевого мишку в пушку. Тосия и Миколай случайно стреляют этим плюшевым мишкой в колодец перед санаторием. Затем плюшевый мишка превращается в гигантского медведя. Когда Тосия и Миколай обнаруживают огромный Кубуш, Миколай протискивается через окно подвала в санаторий. Тосия врывается в санаторий вместе с Кубушем через главный вход. Затем Миколай стреляет в гигантского медведя из своей пушки. Затем Тосия и Миколай снова набивают живот медведя шерстью и едут в универмаг Max, чтобы купить больше шерсти. В отделе шерсти они запускают огромную цепную реакцию с падающими предметами и, таким образом, опустошают универмаг. Чтобы исправить инцидент, они принимают участие в рекламе универмага Max с гигантским медведем. Вечером Тосия и Миколай засыпают истощенными. Огромный Кубуш возвращает их в санаторий. Затем Кубуш снова превращается в маленького плюшевого мишку.
- Tatoludek — Der Papa im Ohr

Дети и Филип хотят облить праздничную открытку волшебной водой из колодца, чтобы оказаться на пляже. Отец Миколая прерывает это действие и приводит Миколая к себе домой. Он берет с собой бутылку с волшебной водой, которую принимает за оптическую воду. Дома отец Миколая протирает стаканы волшебной водой и превращается в крошечного человечка. Миколай обнаруживает своего маленького отца с телескопом на кухонном столе. Он несёт своего крошечного отца себе в ухо и бережно ведет его на школьные соревнования. Миколай теряет отца во время гонок на роликовых досках. Вот почему Миколай должен сойти с дистанции. Отец снова появляется на сцене в центре внимания. В замешательстве присутствующие видят тень отца, но не самого отца. Миколай злит участников гонки. После этого Миколай отмечает день рождения кузины. Там он странно выделяется своими разговорами с отцом. Потому что ни один именинник не верит, что отец Миколая сжался. Доказательства с помощью микрофона не работают, потому что крошечный отец тем временем заснул. Отец Миколая находится в коляске в детской игровой. Когда Миколай выходит из дома, он теряет отца. Позже он находит его в детской игровой. Миколай идет домой с коляской. По дороге домой на Миколая ровно в девять часов нападают дети, участвующие в спортивном соревновании. Когда звонит колокольчик, коляска загорается белым, и отец Миколая снова вырастает в полный рост. Он спасает своего сына Миколая. 
- Telejulia — Tele Julia

Проходит кастинг на фильм. Юлия принимает участие и хочет пройти квалификацию. Тосия, Миколай и Маклер остаются за кадром. Они случайно срывают выступления, и директриса частной школы также приезжает на шоу со своей дочерью Камилой. Юлия проигрывает в кастинге и в утешение получает желтую бумажную фуражку. Когда дети хотят бросить плакат в колодец, Юлия слишком сильно наклоняется, и ее желтая кепка падает в колодец. Кепка трансформируется в колпак из проволоки. Когда Юлия надевает его в санатории, ею манипулируют электромагнитные волны, и она ведет себя как нынешние телевизионные герои. Когда транслируется шоу о скаковых лошадях, Джулия превращается в скачущую наездницу и устремляется в город. Дети следуют за ней. В городе она танцует и модерирует. Когда дети заходят в магазин, по телевизору показывают фильм Робокиллер. Тем самым Джулия берет на себя роль агрессивного головореза. Она хватает зонт и гонится за Камилой. Затем Джулия следует за убегающей Камилой на уличном локомотиве и мчит ее через весь город. В конце концов, Камила прячется в дупле дуба. Когда Юлия заходит в дуб с зонтиком, телевизионные волны прикрываются. 
- Inwazja świąteczna — Die Weihnachtsmänner

На основании городских проблем с водоснабжением вся вода для трансформации откачивается из колодца водовозом. Когда дети санатория обнаруживают, что колодец пуст, они обеспокоены и отправляются в город. Они разделились на две группы. Филип, Агата и Маклер обыскивают пекарню Сольски и считают, что вода для превращения находится в имбирных пряниках. Поэтому они стараются съесть все пряники. В конце концов они обнаруживают, что они сделаны из молока. Дети Юлия, Тосия и Миколай обнаруживают в особом воинском подразделении водовоз с преобразованной водой и проникают в солдатскую крепость. При попытке завести водовоз, троих детей находит солдат. Он сразу отводит их в военный кабинет, где дети дают объяснения. Затем троих детей отводят на военную кухню, где они должны помогать кухарке. Вы поддерживаете его в приготовлении супа. Вдруг на кухню входит главнокомандующий, проверяет рецепт супа и мешает приготовлению. Затем повар и главнокомандующий ненадолго исчезают из кухни. Тем временем дети добавляют в суп шоколадных Санта-Клаусов. Затем Юлия, Тосия и Миколай смотрят в окно, как солдаты в столовой превращаются в Дедов Морозов, пока едят суп, и тут же улетают в город на вертолете.

## В ролях
- Krzysztof Nguyen — Иок
- Katarzyna Łuczewska — Юлия
- Izabela Kołodziej — Тосия
- Piotr Budzowski — Миколай
- Beata Żurek — Агата
- Leszek Knasiecki — Маклер
- January Brunov — Филип
- Ewa Gawryluk — Аня
- Wirginia Pietryga — Камила
- Basia Borowska — Маленькая Марианка Дрецка
- Анна Милевская — Взрослая Марианка Дрецка
- Владислав Ковальский — Себастьян Миль

## Внешние ссылки
- https://megogo.net/ru/view/2883071-mashina-prevrashcheniy.html
- https://kino.mail.ru/series_870206_mashina_prevraschenii/
- https://www.timeout.ru/artwork/mashina_prevrashteniy
- https://filmix.ac/seria/fantastiks/85163-mashina-prevrascheniy-maszyna-zmian-serial-1995.html
- https://www.filmweb.pl/serial/Maszyna+zmian-1995-466367
- https://filmpolski.pl/fp/index.php?film=126474
- https://www.fernsehserien.de/die-verwandlungsmaschine